# Valentin Jamerey-Duval

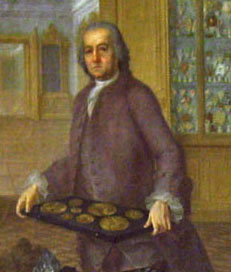
Valentin Jamerey-Duval 1773

Valentin Jamerey-Duval (ur. 25 kwietnia 1695 w Arthonnay w Burgundii  – zm. 1775) – francuski historyk i archeolog.
Studiował na Uniwersytecie w Pont-a-Mousson. W 1718 został profesorem historii i antyków w Akademii Lunéville, w 1736 przełożonym gabinetu monet i medali. Był autorem dzieła "Oeuvres" o medalach.